# Línea de alta velocidad Nord
La Ligne à Grande Vitesse Nord (Línea de Gran Velocidad Norte en español) es una línea de la red francesa de ferrocarriles de alta velocidad usada por los TGV y otros servicios ferroviarios de alta velocidad. Su longitud es de 333 km y enlaza París con Lille y desde allí con la frontera belga y el Eurotúnel. Fue abierta al tráfico ferroviario en 1993.

## La Ruta
La LGV Nord comienza en Arnouville-lès-Gonesse, a 16.6 km de la Estación del Norte de París en la línea París-Creil. La primera parte de la línea discurre durante 198 km hacia el norte, hasta las afueras de Lille, donde se divide en dos ramas, la primera tiene una longitud de 116 km y llega hasta el Eurotúnel, la segunda, de 12 km, llega hasta la frontera belga. Arras está conectada a la línea principal mediante un desvío de 11 km.

## Coste
El coste total de la línea fue de 18.500 millones de Francos Franceses (a valores de 1992) e incluye:
- La línea propiamente dicha.
- La remodelación de la Estación del Norte de París.
- Tres nuevas estaciones dedicadas a los servicios TGV (Haute-Picardie, Lille-Europe y Calais-Fréthum).

## Línea de tiempo

Mapa de las líneas ferroviarias del norte de
Francia, en rojo el recorrido de la LGV Nord

- 29 de septiembre de 1989: Declaración de utilidad pública.
- 2 de septiembre de 1991: Comienzo de la colocación de las vías.
- 9 de septiembre de 1992: Entrada en servicio de la catenaria.
- 20 de octubre de 1992: Primer ensayo.
- 23 de mayo de 1993: Comienzo de los servicios entre París y Arras.